# Guilty (álbum de Glay)
Guilty é o décimo segundo álbum da banda japonesa de pop rock Glay, lançado simultaneamente a Justice em 23 de janeiro de 2013. Chegou à segunda colocação nas paradas da Oricon, ficando atrás apenas do próprio Justice, o mesmo acontecendo na Billboard Japan Top Albums Ambos os álbuns são o segundo lançamento da banda com a sua gravadora própria, Loversoul Music & Associates.
O álbum foi lançado em dois formatos: uma edição regular com o CD apenas, e uma edição limitada com o CD e um DVD com um programa especial chamado RX-72 -Guilty Edition-, apresentado pelo guitarrista solo da banda, Hisashi, e Mogi Junichi. O programa traz episódios da gravação do álbum e algumas conversas. Há também algumas faixas do show da banda no Zepp DiverCity em 10 de dezembro de 2012. Um DVD similar foi lançado com Justice.
Com pouco menos de oito minutos, a faixa "Red moon & Silver sun ~ My Private "Jealousy"" é a mais longa já lançada pela banda.

## Faixas
Todas as letras escritas por Takuro, todas as músicas compostas por Takuro, exceto "everKrack (album ver.)", escrita e composta por Hisashi.
| N.º | Título                                                                                          | Duração |  |
| 1.  | "Red moon & Silver sun ~ My Private "Jealousy""                                                 | 7:55    |  |
| 2.  | "everKrack (album ver.)"                                                                        | 4:14    |  |
| 3.  | "Factory"                                                                                       | 4:53    |  |
| 4.  | "Fuyu no Yuhodou" (erro em {{japonês}}: Texto em japonês ou romaji necessário (ajuda)           | 4:24    |  |
| 5.  | "Hana yo Arashi yo" (erro em {{japonês}}: Texto em japonês ou romaji necessário (ajuda)         | 4:30    |  |
| 6.  | "Kiri no Naka (album ver.)" (erro em {{japonês}}: Texto em japonês ou romaji necessário (ajuda) | 4:29    |  |
| 7.  | "Hatsukoi wo Utae" (erro em {{japonês}}: Texto em japonês ou romaji necessário (ajuda)          | 4:55    |  |
| 8.  | "Bible"                                                                                         | 4:28    |  |
| 9.  | "Ruby's Blanket"                                                                                | 4:07    |  |
| 10. | "Kimi ni Aetara" (erro em {{japonês}}: Texto em japonês ou romaji necessário (ajuda)            | 6:51    |  |

Conteúdo do DVD (edição limitada apenas)
1. RX-72 -Guilty Edition-
2. Imagens do 2012.12.10 Zepp DiverCity